# Escusaguás
Escusaguás (aragonesisch Escusaguat) ist ein spanischer Ort im Pyrenäenvorland in der Provinz Huesca der Autonomen Gemeinschaft Aragonien. Escusaguás gehört zur Gemeinde Caldearenas, es liegt östlich von Caldearenas. Der Ort hat zurzeit keine Einwohner.

## Sehenswürdigkeiten
- Barocke Kirche